# 佐川芳枝
佐川 芳枝（さがわ よしえ、1950年2月9日 - ）は、日本のエッセイスト、児童文学作家。

## 略歴
東京都江戸川区生まれ。昭和学院高等学校卒業。都市銀行、社団法人信託協会勤務ののち、1975年東京・東中野の「名登利寿司」主人と結婚。1978年調理師免許取得。
1995年エッセイ『寿司屋のかみさんうちあけ話』を刊行、エッセイストとなる。同作は1996年から1997年に『寿司、食いねェ!』としてテレビドラマ化された。2003年『寿司屋の小太郎』で第13回椋鳩十児童文学賞を受賞。

## 著書

### エッセイ
- 『寿司屋のかみさんうちあけ話』（講談社） 1995、のち文庫
- 『寿司屋のかみさんおいしい話』（講談社） 1996、のち文庫
- 『江戸前寿司への招待 寿司屋のかみさん、いきのいい話』（PHP研究所） 1997、のち改題『寿司屋のかみさんとっておき話』（講談社文庫）
- 『寿司屋のかみさんお客さま控帳』（中央公論新社） 1999、のち講談社文庫
- 『寿司屋のかみさん、エッセイストになる』（中央公論新社） 2000、のち講談社文庫
- 『寿司屋のかみさんのちょっと箸休め とびっきり旨い"つまみ"ひと工夫』（青春出版社） 2000、のち文庫
- 『寿司屋のかみさん寿司縁ばなし』（中央公論新社） 2001、のち幻冬舎文庫
- 『おいしいもの、まずいもの、どうでもいいもの 寿司屋のかみさんが教える』（幻冬舎） 2005、のち文庫
- 『寿司屋のかみさんと総理大臣内緒の話』（だいわ文庫） 2007
- 『寿司屋のかみさんはじめての寿司教室』（青春出版社） 2007
- 『寿司屋のかみさんの今夜のおつまみ 季節の味わいを楽しむ、とっておきの肴60品』（青春出版社） 2009
- 『寿司屋のかみさんうまいもの暦』（講談社文庫） 2010
- 『寿司屋のかみさんとびっきりの朝ごはん 今日は何を食べよう…?』（青春文庫） 2012
- 『寿司屋のかみさん二代目入店』（講談社文庫） 2014

### 児童文学
- 『ハッピィ・フレンズ』（結布絵、講談社） 2011
- 『ラッキィ・フレンズ アキラくんのひみつ』（結布絵、講談社） 2013
- 『ぼくはすし屋の三代目 消えた巨大怪魚の謎』（椎香貞正絵、講談社青い鳥文庫） 2015
- 『ひみつのとっくん おしごとのおはなし 消防士』（青山雄一絵、講談社、シリーズおしごとのおはなし） 2016

#### 「寿司屋の小太郎」シリーズ
宮尾岳絵、ポプラ社
- 『寿司屋の小太郎』 2002
- 『寿司屋の小太郎 異次元の世界で板前修業!?』 2003
- 『寿司屋の小太郎 ビックリ!出前大事件』 2003
- 『寿司屋の小太郎 手巻き寿司勝負!』 2004
- 『寿司屋の小太郎 小太郎の初恋!?』 2006

#### 「ゆうれい回転ずし」シリーズ
やぎたみこ絵、講談社
- 『ゆうれい回転ずし 本日オープン!』 2012
- 『ゆうれい回転ずし 消えた少年のなぞ』 2014
- 『ゆうれい回転ずし たまご焼きのひみつ』 2015
- 『ゆうれい回転ずし にぎりずし一本勝負!』 2015